# Baronská křížová výprava
Baronská křížová výprava byla v letech 1239–1241 v pořadí mezi šestou a sedmou křížovou výpravou další vojenské tažení evropských křižáků do Svaté země. Někteří historici ale usuzují, že se nejednalo o jednu, nýbrž o dvě samostatné výpravy, první francouzskou z roku 1239 vedenou navarrským králem Theobaldem I. a druhou anglickou Richardem Cornwallským, která dorazila o něco později. Richardovu výpravu tvořilo několik desítek baronů z Anglie s rytíři. Navíc se zdá, že anglická výprava vznikla ze dvou samostatných výprav, když se na Richardovu napojila další výprava vedená Šimonem z Montfortu. Šimon se svou manželkou Eleonorou putovali odděleně, jejich cesta vedla do jihoitalského města Brindisi přes celou Lombardii a Apúlii.
Křížová výprava byla vyhlášena papežem Řehořem IX., který svou výzvu původně směřoval na velké státy Evropy, jmenovitě Francii, Anglii a Uhersko, ještě v jejím průběhu odklonil Řehoř část křižáků na pomoc Latinskému císařství, které tou dobou bylo ohroženo ze strany nikájských a bulharských vpádů, což Uhři odmítli a směrem do Konstantinopole vyrazila jen malá armáda.

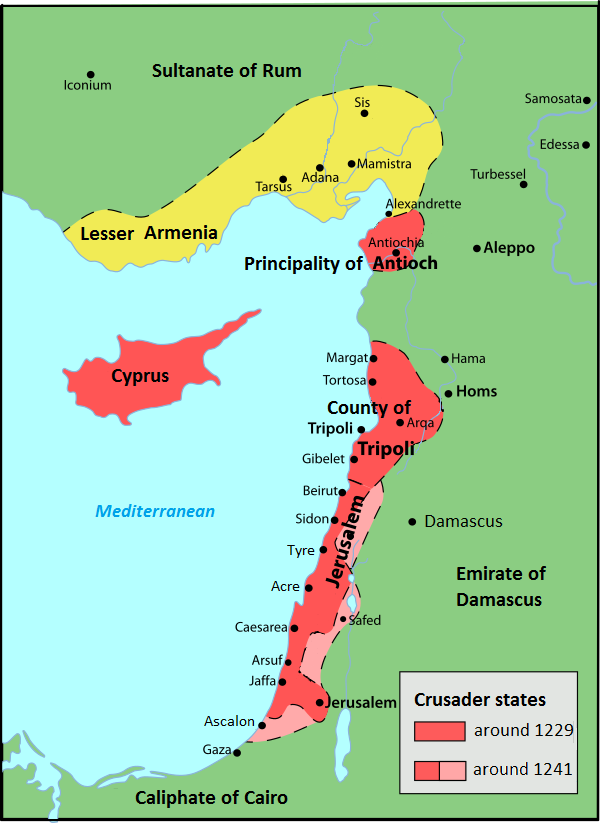
Mapa s územními zisky Jeruzalémského království

Ačkoli křížová výprava baronů nedosáhla žádného oslnivého vojenského úspěchu, v bitvě u Gazy utrpěli křižáci porážku, podařilo se jim nicméně překvapit rozpolcené muslimy obou tehdy znepřátelených stran ajjúbovské dynastie (sultánů As-Sáliha Ajjúba v Egyptě a As-Sáliha Ismaíla v Damašku) zabraných do vzájemných bojů. Prostřednictvím vojenského tažení v kombinaci s promyšleným vyjednáváním se jim podařilo de facto napodobit známější úspěšná diplomatické jednání mezi Fridrichem II. s Al-Kámilem a získat tak zpět Jeruzalémskému království některá jeho ztracená území a vrátit jej do jeho někdejší rozlohy před rokem 1187. Baronská křížová výprava dosáhla lepšího výsledku než jiné větší křížové výpravy a je proto považována za zdařilý podnik. Jak se brzy ukázalo, relativní křižácké úspěchy neměly mít dlouhého trvání, již o pár let později v bitvě u La Forbie byli křižáci spolu s ajjúbovskými separatisty poraženi egyptskými vojsky.